# Geodia reticulata
Geodia reticulata är en svampdjursart som först beskrevs av James Scott Bowerbank 1874.  Geodia reticulata ingår i släktet Geodia och familjen Geodiidae.